# Банатская епархия
Банатская епархия (серб. Епархија Банатска) — епархия Сербской православной церкви в Сербии с центром в городе Вршац. Охватывает сербскую часть исторической области Банат. До 1931 года по епархиальному центру именовалась Вршацкой

## История епархии

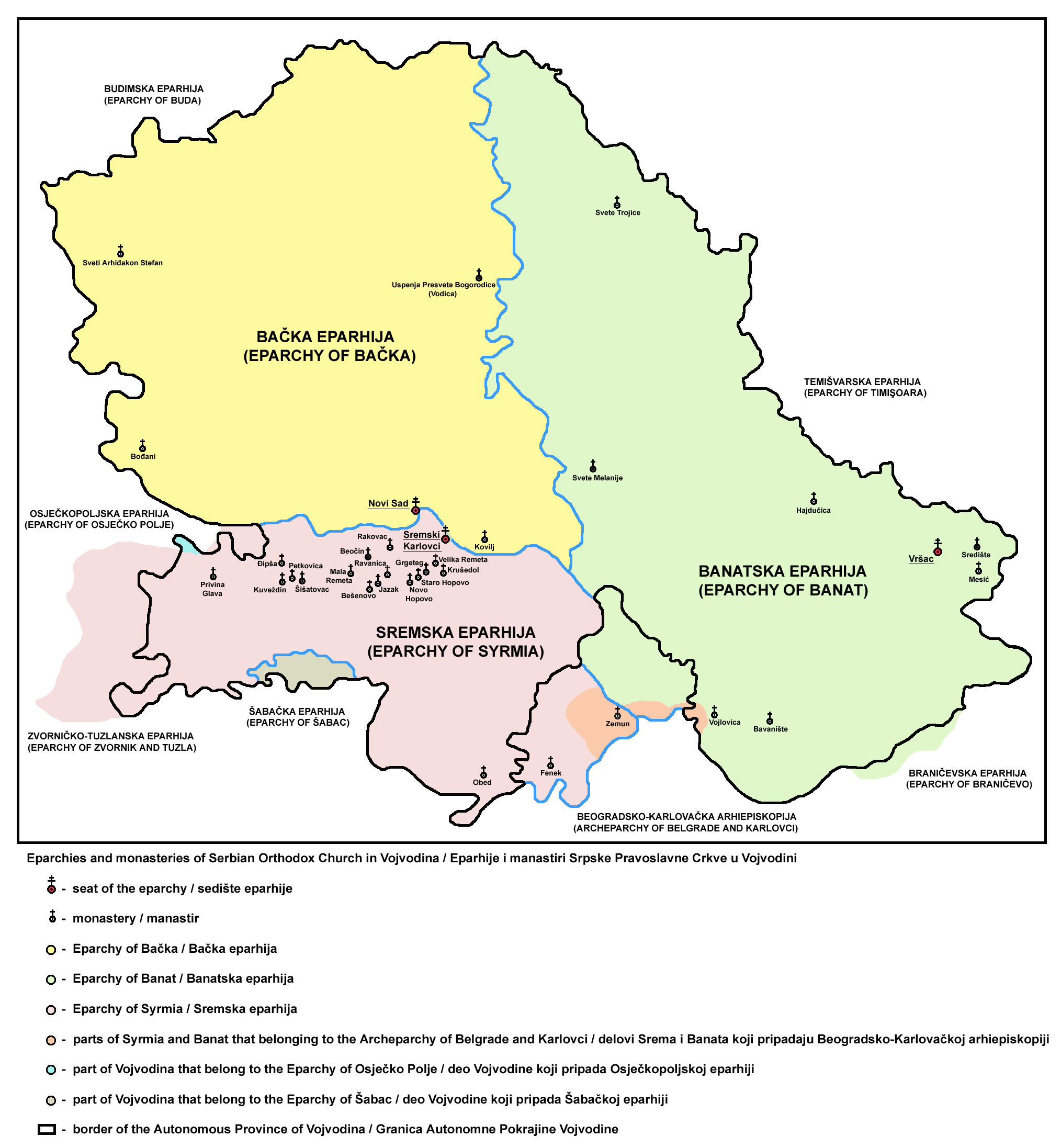

Епархия является преемницей основанной в XVI веке Вршацкой епархии, которая из-за переноса кафедры называлась также Себешской (и Карансебешской).
Епархия, под названием Вршацкой, сначала входила в состав автокефальной Охридской архиепископии, а с 1557 года стала частью возобновлённого Печского патриархата. С 1710 года епархия, продолжая формально оставаться в составе Печского патриархата, подчинялась автономному Карловацкому митрополиту, а в 1766 году, после упразднения оттоманами патриархата, епархия вошла в состав уже автокефальной Карловацкой митрополии (с 1848 года — патриархии). С 30 августа 1920 года — в составе Сербской православной церкви.
В 1931 году приходы Темишварской епархии, находящиеся в сербской части Баната, были объединены с Вршацкой епархией в Банатскую епархию.

## Церкви и монастыри
- Монастырь Влайковац — находится близ Вршаца.
- Монастырь Месич — находится в городе Вршац, основан в XV веке (по легенде, в 1225 году).
- Монастырь Войловица — находится в Панчево, основан во время правления Стефана Лазаревича.
- Свято-Троицкий монастырь — находится в г. Кикинда.
- Монастырь Святой Мелании — находится в Зренянине, основан в 1935 году епископом Георгием (Летичем).
- Монастырь Баваниште — в Ковине. Основан в XV веке, разрушен в 1716, затем восстановлен в 1996.
- Монастырь Гайдучица — в Пландиште, основан в 1939 году.

## Епископы
Вршацкая епархия
- Феодор (1594)
- Симеон (1619)
- Антоний (1622)
- Феодосий (1662)
- Спиридон (Штибица) (1694—1699)
- Моисей (Станоевич) (1713—1724)
- Николай (Дмитриевич) (1726—1728)
- Максим Несторович (1728—1738)
- Евфимий (Дамианович) (1739)
- Исаия (Антонович) (1741—1748)
- Иоанн (Дворжевич) (1749—1769)
- Викентий (Попович) (1774—1785)
- Иосиф (Йованович-Шакабента) (1786—1805)
- Петр (Йованович-Видак) (1806—1818)
- Максим (Мануилович) (21 января 1829 — 1833)
- Иосиф (Раячич) (5 июля 1833 —19 сентября 1842)
- Стефан (Попович) (23 января 1843 — 21 июня 1849)
- Емелиан (Кенгелац) (30 апреля 1853 — 13 июня 1885)
- Нектарий (Димитриевич) (27 января 1887 — 20 декабря 1895)
- Гавриил (Змеянович) (27 июля 1896 — 1920)
- Иларион (Радонич) (6 апреля 1922 — 1929)

Банатская епархия
- Георгий (Летич) (1 января 1931 — 8 ноября 1935)
- Ириней (Чирич) (1935—1936) в/у, еп. Бачский
- Викентий (Вуич) (21 июня 1936 — 18 августа 1939)
- Ириней (Чирич) (август-декабрь 1936) в/у, еп. Бачский
- Дамаскин (Грданички) (8 декабря 1939 — июнь 1947)
- Гавриил (Дожич) (1947—1950) в/у, Патр. Сербский
- Викентий (Проданов) (1950—1951) в/у, Патр. Сербский
- Виссарион (Костич) (12 июня 1951 — 1 декабря 1979)
- Хризостом (Воинович) (1979—1980) в/у, еп. Браничевский
- Савва (Вукович) (1980 — июнь 1985) в/у, еп. Шумадийский
- Амфилохий (Радович) (16 июня 1985 — 30 декабря 1990)
- Афанасий (Евтич) (7 июля 1991 — май 1992)
- Хризостом (Столич) (май 1992 — 19 мая 2003)
- Никанор (Богунович) (с 19 мая 2003)